# Andaluzita
A andaluzita (português brasileiro) ou andaluzite (português europeu) é um silicato de alumínio, com a fórmula química Al2SiO5.

## Ocorrência

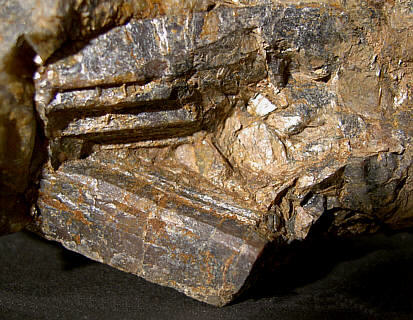
Andaluzia-Kristalle / Fundort: Nordostbayern

A andaluzita é um mineral comum em zonas de metamorfismo de contacto e se forma com baixas pressões e um intervalo amplo de temperaturas. Os minerais cianita e sillimanita são polimorfos da andaluzita, cada qual ocorrendo em regimes diferentes de temperatura-pressão, não ocorrendo pois em simultâneo na mesma rocha.
É transparente, de cor variável, prismática, fortemente pleocroica e usada como gema, embora raramente tenha mais de 2 quilates. É produzida principalmente no Brasil e no Sri Lanka. Dureza 7,0 a 7,5 e densidade 3,16 a 3,20.
A quiastolita é uma variedade de andaluzita cujos cristais contêm inclusões carbonosas em forma de cruz, sendo comum em algumas rochas metamórficas.

## Detalhes
| Lustre              |             |
| Peso específico     | 3.16 - 3.20 |
| Índice de refracção | 1.641-1.648 |
| Hábito:             | Prismático  |

## Minerais relacionados
1. Cianita
2. Silimanita